# Canoas (Brasil)
Canoas  es un municipio brasileño del estado de Rio Grande do Sul.
Está ubicado a una distancia de 20 km al norte de Porto Alegre, por carretera. Pertenece a la región metropolitana de Porto Alegre. Por su territorio corren los ríos Sinos y Gravataí, que son parcialmente navegables, pero sus aguas no son potables. Es una ciudad con muchas industrias: Perdigão (carnes y pollos), AGCO Massey Ferguson (máquinas agrícolas), Springer Carrier (aire acondicionado) y REFAP S/A - Refinería Alberto Pasqualini (Petrobras y Repsol-YPF).

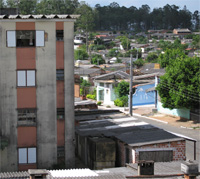
La ciudad de Canoas.

La ciudad ocupa el tercero puesto entre los municipios gaúchos por su población. Parte de ella viaja diariamente a Porto Alegre por sus empleos. Muchas personas aprovechan sus idas diarias a Porto Alegre para disfrutar de la gran cartelera cultural de la capital del Estado, tal vez por ello las iniciativas culturales en Canoas sean pocas.
Canoas podría también ser llamada la «ciudad de las pasarelas», por el extraño paisaje de su centro, que es literalmente cortado por una línea de ferrocarriles y por una carretera expresa de 6 carriles, y - para permitir a los habitantes marchar de una parte a otra - fueron construidas diversos peatonales elevados, que el pueblo llama de «pasarelas».
Posee algo de importancia estratégica militar, por albergar una Base de la Fuerza Aérea Brasileña, el 5.º Comando Aéreo Regional, una refinería de petróleo y, hoy día, una usina termoeléctrica a gas natural. Por esa calificación, los gobiernos del período militar han indicado por casi treinta años el alcalde de la ciudad, Hugo Simões Lagranha, que fue reelecto después de la democratización del país.
El actual alcalde (prefeito, en portugués) es Jairo Jorge da Silva, elegido en las elecciones municipales de 2008 y reelegido en 2012.

## Toponimia
Durante la construcción del ferrocarril que unía Porto Alegre a São Leopoldo, inaugurado en 1874, se utilizó una timbaúva (Enterolobium contortisiliquum) en la antigua hacienda Gravataí para construir barcos. El lugar pasó a llamarse Capão das Canoas y dio origen al nombre de la villa. También es el árbol simbólico del municipio.

## Historia
La zona donde hoy se ubica el municipio de Canoas estaba habitada por los indios Tapes, cuando en 1725 llegaron a la región los arrieros lagunistas y con ellos el colonizador y conquistador Francisco Pinto Bandeira. En 1733 ocupó las tierras y creó la Quinta Gravataí, que fue heredada por Leonardo Arnhold da Rosa y posteriormente por Josefa Eufália de Azevedo (La Brigadeira). Posteriormente estas tierras fueron divididas y vendidas.
En 1871 se inició la construcción del ferrocarril que uniría São Leopoldo a Porto Alegre. El primer tramo del ferrocarril fue inaugurado en 1874 y se construyó una estación en la actual zona de Canoas. El poblamiento de la región se inició alrededor de esta estación ferroviaria, que estaba situada en el centro de la Fazenda Gravataí.

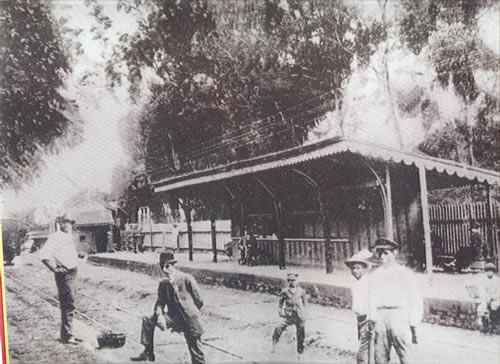
Estación de ferrocarril de Canoas en 1874.

Vicente Ferrer da Silva Freire, en la época propietario de la Hacienda Gravataí, aprovechó el ferrocarril para transformar sus tierras en una finca de veraneo, que puso a la venta. Como punto de referencia obligatorio, el lugar pasó a ser conocido como Capão das Canoas. Pronto, las grandes granjas comenzaron a perder terreno frente a las pequeñas propiedades, las pequeñas granjas y los ranchos.
En 1908, Canoas fue elevada a Capela Curada. En el mismo año llegaron los hermanos lasallistas y crearon una escuela agrícola, de educación primaria y secundaria en el centro de la ciudad. En 1937 se crea el 3er Regimiento de Aviación Militar (RAV), hoy V Comando Aéreo Regional (V COMAR), que contribuyó decisivamente a la emancipación del municipio. Víctor Hugo Ludwig llevó las razones de la emancipación al general Flores da Cunha, interventor federal del estado. 
La emancipación de Canoas recién se produciría el 27 de junio de 1939. El territorio municipal tuvo su área reducida a menos de la mitad con la emancipación, el 20 de marzo de 1992, de su 2º Distrito, que pasó a ser el municipio de Nova Santa Rita.
A partir de la década de 1970, la economía y la población crecieron muy rápidamente. Poco tiempo después la ciudad ya era grande, siendo actualmente la segunda economía del estado.